# Samuel von Butschky

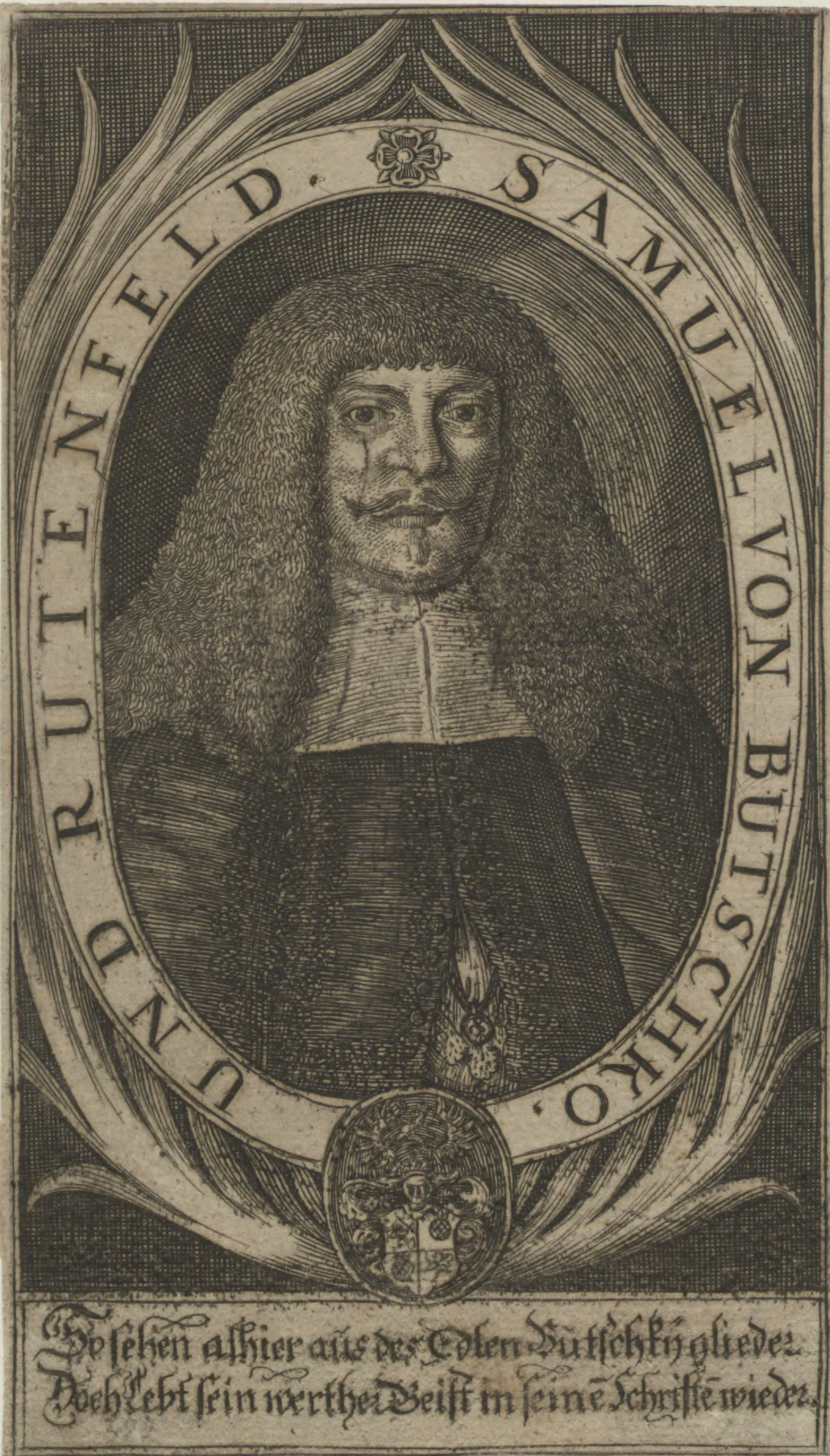
SAMUEL VON BUTSCHKO. UND RUTENFELD.

Samuel Butschky, ab 1654 Butschky von Rutinfeld (* 1612 in Namslau, Niederschlesien; † 13. März 1678, beigesetzt in Illnisch) war ein populär-philosophischer Schriftsteller und Dichter der Barockzeit.
Butschkys gleichnamiger Vater war Pastor in Namslau und kam erst im Jahr 1618 nach Breslau. Deshalb ist davon auszugehen, dass Sohn Samuel nicht in Breslau, wie in der ADB angegeben, (Lit.: ADB), sondern noch in Namslau geboren ist. An der Universität Wittenberg wurde er 1632 als „Namslaviensis“ immatrikuliert (Lit.: Pusch). (vgl. auch Album Academica Vitebergensis Jüngere Reihe Teil 1 (1602–1660) von Bernhard Weissenborn Magdeburg 1934, hg. Historische Kommission für die Provinz Sachsen und für Anhalt, S. 363).

## Familie
Er entstammte einer niederschlesischen Pastorenfamilie und war der Sohn des Pastors Samuel Butschky (1578–1638) und dessen erster Ehefrau, geb. Malesius, vermutlich die Tochter des Pfarrers Andreas Malesius in Protsch an der Weide. Butschky heiratete 1654 Maria Katharina Neumeister, Bürgerstochter aus Breslau. Als Kinder aus dieser Ehe sind der spätere Priester Karl Samuel und die Tochter Maria Katharina bekannt.

## Leben
Butschkys Vater, ein schlesischer evangelischer Pastor und Erbauungsschriftsteller in Namslau, kam mit seiner Familie im Jahr 1618 nach Breslau. Dort besuchte Sohn Samuel ab 15. November 1618 das Maria-Magdalenen-Gymnasium und studierte anschließend Rechtswissenschaften vom 14. Mai 1632 bis 1637 an der Universität Wittenberg und gleichzeitig, ebenfalls ab 1632, an der Universität Leipzig. Das Wintersemester 1634 verbrachte er an der Brandenburgischen Universität Frankfurt in Frankfurt (Oder).
Nach einigen Reisen wirkte er als Notar und Buchhändler in Breslau. Obwohl aus protestantischer Pastorenfamilie stammend, trat Butschky, nur um in den Adelsstand aufgenommen zu werden, Anfang 1654 zum katholischen Glauben über und wurde schon am 19. Februar 1654 in Regensburg von Kaiser Ferdinand III. unter dem Namen „Butsky von Rutinfeld“ (so genannt im Adelsdiplom) in den böhmischen Adelsstand erhoben. Die Standeserhöhung wurde aber erst am 8. März 1660 unter Kaiser Leopold I. in Schlesien proklamiert.
1665 wurde Butschky kaiserlich-königlicher Oberamtssekretär am Oberamt Breslau, 1673 Assessor am kaiserlich-königlichen Manngericht und Landesältester des Fürstentums Breslau. Daran anschließend war er noch Kaiserlicher Rat.
Er war Gutsbesitzer auf den Gütern Illnisch, wo er einen Monat nach seinem Tode am 13. April 1678 beigesetzt wurde, und Nieder-Romolkwitz im niederschlesischen Landkreis Neumarkt.
Butschky galt als einer der tiefsinnigsten und geistreichsten Prosaiker seines Jahrhunderts. In seiner Ausdrucksform kommt seine schwärmerische Frömmigkeit zum Tragen, die sich in einer klaren Anschauung der Verhältnisse seiner Zeit und des öffentlichen Gesellschaftslebens widerspiegeln. Aus seiner Lebensweisheit, die er aus seinen religiösen und persönlichen Verhältnissen polemisiert, entfaltet sich eine kraft- und schwungvolle Prosa.  Seine literarischen Produkte erschienen zum Teil im Selbstverlag und wurden in der ihm gehörigen „Perfertischen“ Druckerei in Breslau hergestellt.

## Werke (Auswahl)

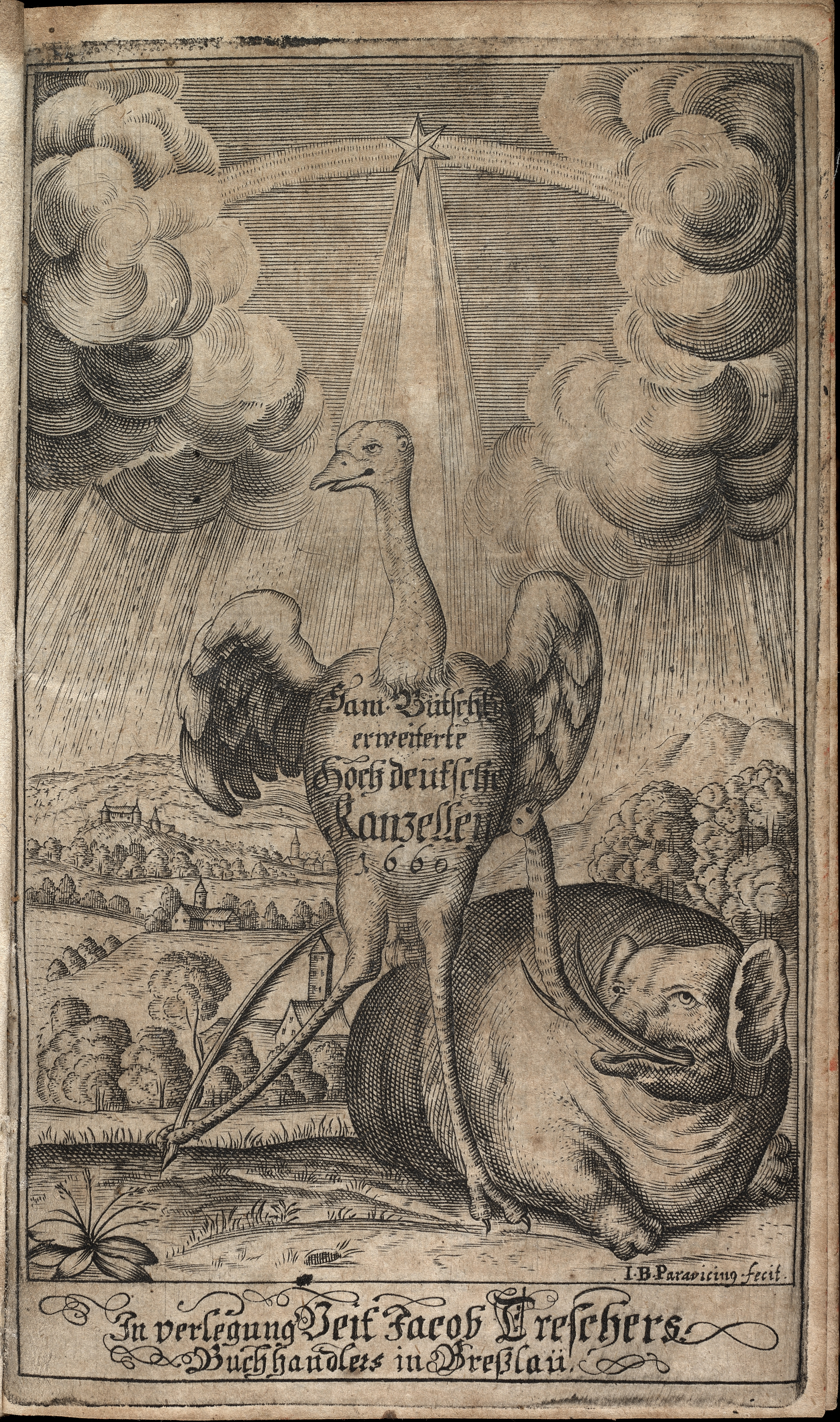
Erweiterte Hochdeutsche Kanzelley, 1659/60

- Hochdeutsche Venus-Kanzeley.  Witkowsky, Schweidnitz 1644. (Digitalisat) (Erw. Neuaufl. unter verschiedenen Titeln)
- Perfertischer Muusen Schlüssel, zur Schreibrichtigkeit der Hooch-deutschen Haupt-Sprache. Das ist/ Kurtzer/ iedoch wohl-gegründeter Unterricht/ wie man die Wörter/ in der Hooch-deutschen Haupt-spraache/ rein und unverfälscht zuschreiben/ erlernen sol / von S. B. Der Straaff-süchtigen Lufft außzufertigen/ in den habenden Perfertischen Buuch-Laden zu Breßlau/ gegeben und daselbst ümgedrukt zu finden. Leipzig 1645. (Digitalisat)
- Güldenes Briefbuch, 4 Tle.  Breslau 1652–54. (Digitalisat)
- (Übs.) Lucius Annaeus Seneca: Euthymia. Von einem stillem und ruhigem Gemütte.  Breslau 1656
- (Übs.) Lucius Annaeus Seneca: Senecae Flores. Des Seneka Weißheit- Lehr- und Tugend-Bluhmen.  Leipzig 1661
- Fünf Hundert Sinnen- Geist- und Lehr-Reiche Reden und Gemütts-Übungen zu der Hochdeutschen Kanzelley/ in Brifen/ Srifften/ Reden; bey allen und iden fürfallenden Begebenheiten. Allen Und Iden wi ein Salz zur Speise Nutz-empfindlichst-wohl/ zu gebrauchen. Und mit einem follkommenen Inhalts-Register/ ausgefertiget.  Breslau 1666.
- Pathmos; enthaltend: Sonderbare Reden/ und Betrachtungen/ allerhand Curioser Wie auch bey jetziger Politic fürgehender/ Hoff- Welt- und Stats-Sachen. Grosse, Leipzig 1676. (Digitalisat)
- Wohl-Bebauter Rosen-Thal, darinnen ein curioses Gemüte in allen Ständen allerhand nützliche und belustende Raritäten und curiose Sachen, Zeit- Welt- und Stats-Rosen, auch Seelen-nährende gute Früchte in sechshundert Sinn-reichen ungemeinen Reden und Betrachtungen eingepflanzet und einverleibet findet. Hofmann, Nürnberg 1679. (Digitalisat)

## Werk- und Literaturverzeichnis
- Gerhard Dünnhaupt: „Samuel von Butschky d.J. (1612–1678)“, in: Personalbibliographien zu den Drucken des Barock, Bd. 2. Stuttgart: Hiersemann 1990, S. 941–948. ISBN 3-7772-9027-0